# Cabira
Cabira (/ kəˈbaɪrə /; en griego: τὰ Κάβειρα, Kabeira) era una ciudad del Antiguo Ponto en Asia Menor, en la base de la cordillera del Paryadres, a unos 150 estadios (stadia) al sur de Eupatoria (o Magnopolis), que estaba en el cruce de los ríos Iris y Lycus. Eupatoria estaba en medio de la llanura llamada Phanaroea, mientras que Cabira, como escribió Estrabón, estaba en la base del Paryadres.

## Historia
Mitrídates el Grande construyó un palacio en Cabira y había allí un molino de agua (en griego: ὑδραλέτης), lugares para guardar animales salvajes, terrenos de caza y minas. A menos de 200 estadios de Cabira se encontraba la notable fortaleza de Caenon (Cenonconio, en griego: Καινόν [χωρίον]), donde Mitrídates guardaba sus pertenencias más valiosas. Durante la tercera guerra mitridática, en la que Mitrídates se opuso a los romanos, el rey, eligió Cabira como su nuevo cuartel general en el invierno del 73 a. C. Al año siguiente, sin embargo, el cónsul romano Lucio Licinio Lúculo derrotó estrepitosamente a Mitrídates en una batalla en Cabira. Pompeyo, más tarde, la engrandeció y la rebautizó como Dióspolis (Διόσπολις).
En la época de Estrabón, una mujer, Pitodoris, viuda del rey Polemón I, tenía controlada Cabira y las ciudades de Zelitis y Magnopolis y cuando Estrabón escribió, sus tesoros ya se encontraban en el Capitolio de Roma. Sin embargo, imitando a Pompeyo, Pitodoris, la llamó Sebaste (Σεβαστή) que era el equivalente griego de Augusta y la utilizó como residencia real. 
Cerca de Cabira, probablemente en una villa llamada Ameria se encontraba un rico templo con un gran número de esclavos y riquezas, a disposición del sumo sacerdote del lugar. Allí se adoraba al dios lunar Men de Farnaces (Μήν Φαρνάκου). La ciudad también acuñó monedas locales con la leyenda 'Καβηρων'.
Estrabón, natural de Amasia, no podía ignorar el asedio de Cabira. El único lugar que corresponde con su descripción es Niksar, en la margen derecha del Lycus, a casi 43 km del cruce del Iris y el Lycus. Pero Niksar es la antigua Neocaesarea, un nombre que aparece por primera vez en Plinio el Viejo, quien dice que está en el Lycus. No existen rastros de ninguna ciudad antigua entre Niksar y la unión de los dos ríos, por lo que la conclusión de que Niksar es un nombre posterior de Cabira, y un nombre más reciente que Sebaste, parece segura. Neocaesarea parece haber surgido bajo los primeros emperadores romanos. John Anthony Cramer afirmaba que las monedas más antiguas de Neocaesarea llevan la efigie de Tiberio, pero Sestini, citado por Albert Forbiger, asignaba el origen de Neocaesarea a la época de Nerón, alrededor del 64, cuando Ponto Polemoniaco se convirtió en una provincia romana. La solución más simple a esta cuestión es que Neocaesarea era una ciudad nueva, que podría estar cerca de Cabira. Fue la capital de Ponto Polemoniaco, el lugar de nacimiento de Gregorio Taumaturgo, y el lugar de un concilio de la iglesia en 314. Amiano Marcelino la anota como la ciudad más destacada de Ponto Polemoniaco: era, de hecho, la metrópoli. Según Paulo Diácono, el lugar fue destruido por un terremoto.

## Identificación
Cramer supone que Neocaesarea es lo mismo que Ameria, y agrega que Neocaesarea fue la sede principal de una idolatría pagana y supersticiosa, lo que da lugar a otra presunción de que se habría levantado sobre los cimientos de Ameria y el culto del dios Men. Sin embargo, Ameria parece haber estado en Cabira o cerca, y todas las dificultades se reconcilian suponiendo que Cabira, Ameria, Neocaesarea estuvieron todas en el valle del Lycus, y si no en el mismo lugar, al menos muy cerca una del otra. Esteban de Bizancio se añade dificultades al decir, o parece decir, que los habitantes también se llamaban adrianopolitae, lo que sugiere que Adrianópolis o Hadrianópolis fue otro nombre de la ciudad en su tiempo. De dónde sacó todo esto, nadie puede decirlo. Los eruditos modernos identifican a Hadriane como uno de los nombres de la ciudad.
Hamilton fue informado en Niksar de que en la carretera de Niksar a Sivas, y a unas catorce horas de Niksar, existe una alta roca perpendicular, casi inaccesible por todos lados, con una corriente de agua que fluye desde la parte superior y un río en su base. Esta es, exactamente, la descripción que hace Estrabón de Caenon.
Los eruditos modernos fijan su localización en la moderna Niksar, en la Turquía asiática.